# 영국-프랑스 전쟁 (1627–1629)
1627년–1629년 영국-프랑스 전쟁 (fr: Guerre franco-anglaise)은 1627년에서 1629년 사이에 프랑스 왕국과 잉글랜드 왕국 사이에 벌어진 군사 분쟁이다. 주로 해상에서 작전이 이루어졌다. 분쟁의 핵심은 라로셸 공성전 (1627년–1628년)이었는데, 이 전투에서 영국 왕실은 루이 13세의 프랑스 왕실군에 맞서 싸우는 위그노들을 지원했다. 라로셸은 프랑스 위그노들의 거점이자 그들 자체의 통치하에 있었다. 이곳은 위그노 해상 세력의 중심지였고 중앙 정부에 대한 저항의 가장 강력한 중심지였다.
영국은 또한 프랑스의 북아메리카 신생 식민지에 대한 작전을 개시하여 퀘벡을 점령했다.

## 배경
이 분쟁은 합스부르크가의 세력에 대항하여 프랑스에서 동맹을 찾으려 했던 1624년 영국-프랑스 동맹의 실패에 뒤이어 발생했다. 그러나 1624년에 아르망 장 뒤 플레시 드 리슐리외 추기경이 권력을 잡으면서 프랑스의 정책은 다른 방향으로 전개되었다. 1625년, 리슐리외는 영국 군함을 이용해 레 섬 회복 (1625년)에서 위그노들을 격파했고, 이는 영국에서 분노를 유발했다.
1626년, 프랑스는 스페인과 비밀 평화 협정을 맺었고, 앙리에타 마리아의 왕실을 둘러싼 분쟁이 발생했다. 더욱이 프랑스는 해군력을 증강하기 시작했고, 이는 영국으로 하여금 "국가의 이익을 위해" 프랑스에 대항해야 한다고 확신하게 만들었다.
1626년 6월, 월터 몬태규는 불만을 품은 귀족들과 접촉하기 위해 프랑스로 파견되었고, 1627년 3월부터 라로셸에서 프랑스 반란을 조직하기 시작했다. 이 계획은 로앙 공작 앙리와 그의 동생 수비즈에 의한 새로운 위그노 반란이 촉발됨에 따라 반란을 부추기기 위해 영국 함대를 파견하는 것이었다.

## 전쟁

### 일 드 레 원정
찰스 1세는 자신이 가장 아끼던 제1대 버킹엄 공작 조지 빌리어스를 80척의 함대와 함께 파견했다. 1627년 6월, 버킹엄은 6,000명의 병력을 이끌고 인근 일 드 레 섬에 상륙하여 위그노들을 돕도록 했다. 일 드 레는 개신교의 거점이었지만 국왕에 대한 반란에 직접적으로 가담하지는 않았다. 일 드 레에서 버킹엄 휘하의 영국군은 요새화된 도시 생 마르탱 드 레를 점령하려 했으나 3개월 만에 격퇴당했다. 작은 프랑스 왕실 선박들은 영국의 봉쇄에도 불구하고 생 마르탱에 보급하는 데 성공했다. 버킹엄은 결국 자금과 지원이 바닥났고, 그의 군대는 질병으로 약화되었다. 생 마르탱에 대한 마지막 공격 이후 영국군은 막대한 사상자를 내고 격퇴당했으며 함선을 이끌고 떠났다.

### 라로셸 원정
잉글랜드는 라로셸을 구원하기 위해 두 척의 함대를 더 보내려 했다. 첫 번째 함대는 윌리엄 필딩, 제1대 덴비 백작이 지휘하여 1628년 4월에 출항했지만, 싸우지도 않고 포츠머스로 돌아왔는데, 그는 "국왕의 배를 전투에서 위험에 빠뜨릴 권한이 없다고 말하며 수치스럽게 포츠머스로 돌아왔다"고 했다. 영국으로 돌아오는 길에 덴비의 16척 함대는 1628년 6월 11일 (신력 6월 21일) 셰르부르 앞바다에서 프랑스 함대와 마주쳤다. 이 전투에서 덴비는 세 척의 배가 불타고 네 척의 배가 프랑스에 나포당했다. 버킹엄이 암살되기 직전에 조직된 두 번째 함대는 1628년 8월에 함대 제독인 로버트 버티, 제1대 린지 백작 휘하에 파견되었으며, 29척의 전함과 31척의 상선을 포함했다.
1628년 9월, 영국 함대는 도시를 구원하려 했다. 프랑스 진지에 포격을 가하고 방파제를 뚫으려 시도했지만, 영국 함대는 후퇴해야 했다. 이 마지막 실망 이후, 도시는 1628년 10월 28일에 항복했다.

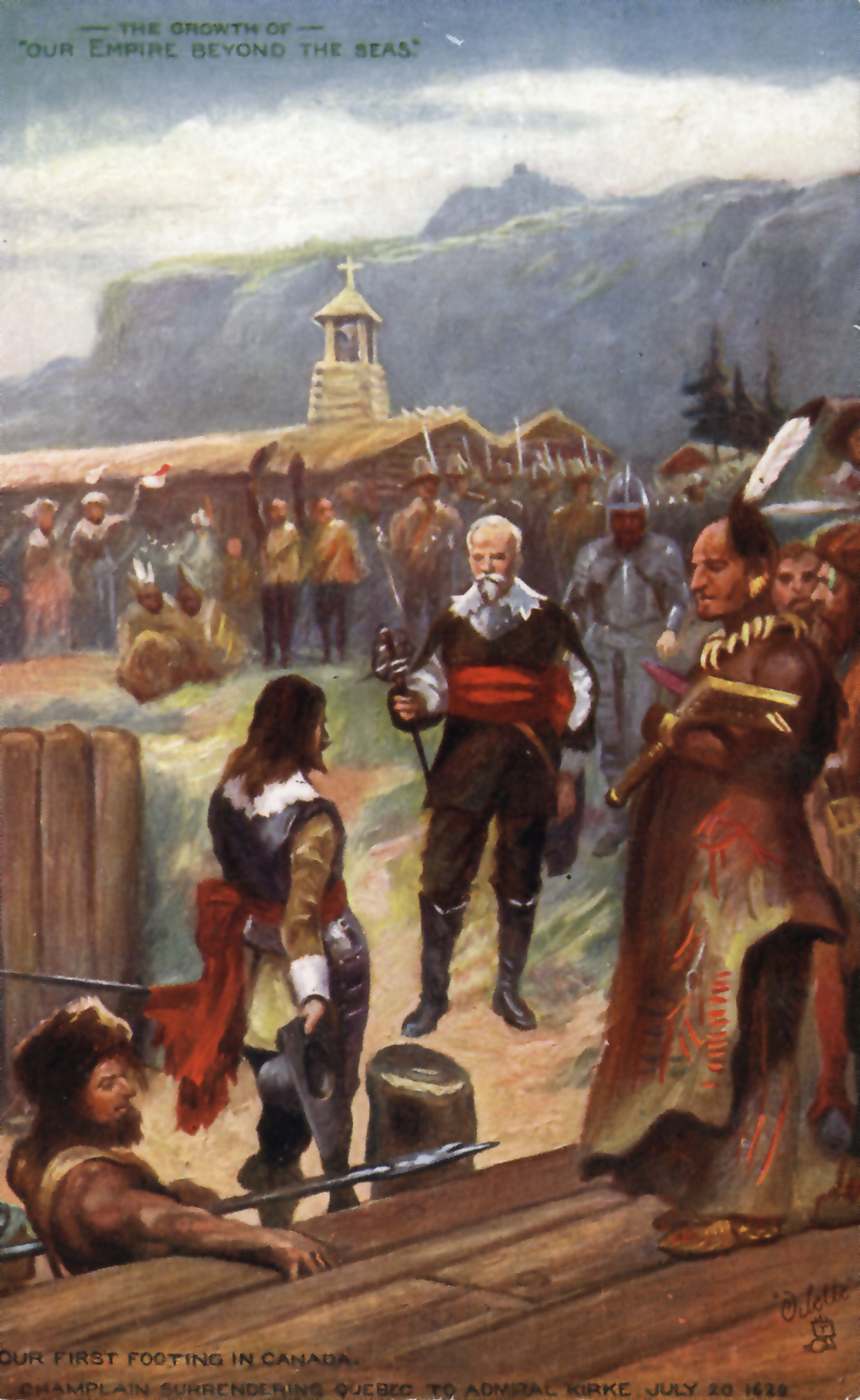
1629년 7월 20일, 데이비드 커크에게 퀘벡을 항복하는 샹플랭

### 누벨프랑스 원정
데이비드 커크가 이끄는 영국군은 1628년 누벨프랑스에 대한 원정을 개시했는데, 목표는 사뮈엘 드 샹플랭이 지휘하는 프랑스 식민지인 퀘벡이었다. 이 병력은 세인트 로렌스 강을 거슬러 올라가 타두삭과 카프 투르망을 점령했다. 커크는 즉시 프랑스 정착지를 황폐화시킨 다음 세인트 로렌스 강을 봉쇄했다. 영국군은 누벨프랑스로 향하는 보급선단을 나포하는 데 성공하여 식민지의 방어 능력을 심각하게 저해했다. 겨울이 되자 커크 형제는 영국으로 돌아갈 수밖에 없었고, 찰스 1세 국왕은 성공 소식을 듣고 봄에 돌아갈 커크 함대의 수를 늘렸다. 주민들이 굶주림에 시달리던 샹플랭은 구원 함대가 도착하기를 바라고 있었다. 이 함대는 퀘벡으로 강을 거슬러 올라가는 도중에 영국군에게 요격당하고 나포되었다. 이제 퀘벡의 절망적인 상황을 알게 된 커크는 항복을 요구했고, 샹플랭은 다른 대안이 없어 1629년 7월 19일에 항복했다. 영국군은 커크를 총독으로 하여 식민지를 점령했다.

## 평화
1629년 4월 알레 평화 조약으로 패배한 위그노들에게 양보가 이루어지자, 리슐리외의 첫 번째 조치는 프랑스의 합스부르크 포위망을 깨기 위해 영국과의 적대 행위를 종식시키는 것이었다. 그리하여 영국과 프랑스는 수자 조약에서 평화를 협상했으며, 이는 서로에게 아무런 이득이 없었고 원상 복귀에 불과했다.
누벨프랑스에 관해서는, 이 분쟁의 상당 부분이 수자 조약이 체결된 이후에도 계속되었다. 1632년, 찰스 1세는 루이 13세가 찰스의 아내의 지참금을 지불하는 데 동의하는 대가로 영토를 반환하는 데 동의했다. 이 조건들은 생제르맹앙레 조약으로 법률화되었다. 퀘벡과 아카디아의 영토는 프랑스 백인조 회사로 반환되었다.
1630년에는 스페인과도 평화 조약이 체결되었다. 영국의 유럽 문제 개입 철회는 대륙의 개신교 세력을 낙담시켰다. 영국에서는 군주제와 의회 사이의 내부 갈등이 계속되어 1640년대 잉글랜드 내전으로 이어졌다. 그러나 프랑스는 계속해서 더욱 강력해졌고, 1630년에는 해군력이 영국보다도 더 커졌다.